# I 21 giorni di un nevrastenico
I 21 giorni di un nevrastenico (Les Vingt et un Jours d'un neurasthénique)  (1901) è un romanzo dello scrittore francese Octave Mirbeau.

## Un patchwork
I 21 giorni di un nevrastenico è un collage di una cinquantina di racconti crudeli, pubblicati da quindici anni nella stampa, concepiti indipendentemente gli uni dagli altri, e di tonalità molto diverse (vedere l'edizione critica del romanzo da Pierre Michel, in Œuvre romanesque, Buchet/Chastel, vol. III, 2001).
Così Mirbeau contribuisce a rinnovare il genere romanzesco tradizionale, rinunziando ad ogni costruzione finalista e trasgredendo il codice di credibilità romanzesca. Come Il giardino dei supplizi, si tratta di una mostruosità letteraria.

## Una società matta

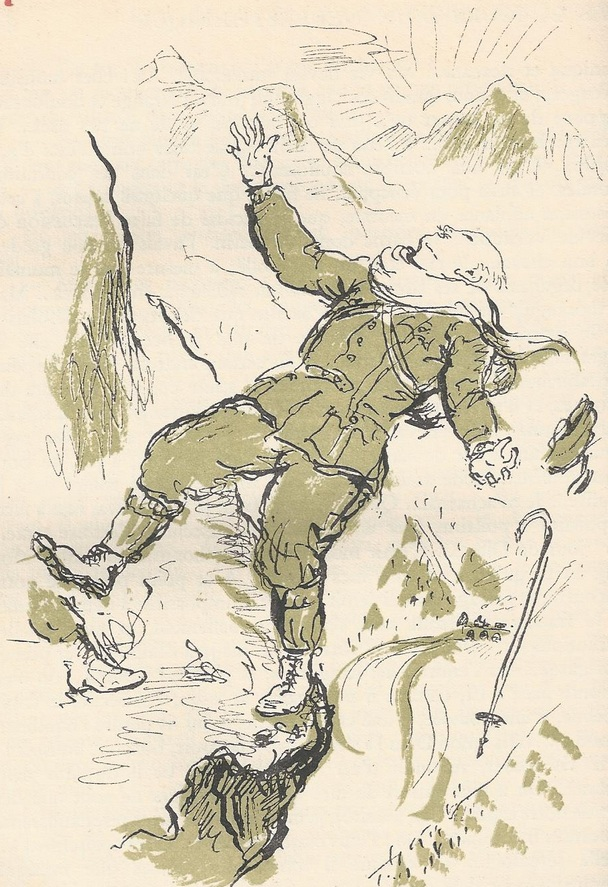
Jean Launois, Les 21 jours d'un neurasthénique, 1935

La società francese della Terza Repubblica è presentata come se fosse moribonda e diventata completamente matta. L'assurdo si trova in ogni luogo, e « l'ordine sociale », come dicono i dominanti, è in realtà un caos, dove prevalgono la miseria ed il delitto, l'ingiustizia e la corruzione, l'arbitrario e la violenza.
Ida Merello, nella sua introduzione alla traduzione italiana (Robin, 2017, p. 9), scrive : « La struttura dei 21 giorni suggerisce la porosità tra il mondo dei sani e quello dei folli, di cui Triceps è un visibile trait d'union. Del resto, questa è la visione di un nevrastenico, e che cosa ci si può aspettare da chi è insofferente all'ordine sociale, se non la sensazione di trovarsi in una gabbia di matti ? La stretta connessione tra alienati e borghesi è prevista nel titolo del romanzo. »

## Edizioni
- Octave Mirbeau, Les 21 jours d'un neurasthénique, Charpentier-Fasquelle, 1901,  p. 435.

## Traduzione italiana
- I 21 giorni di un nevrastenico, a cura di ida Merello, Robin Edizioni, Torino, 2017. Traduzione di Albino Crovetto.